# Cratere Masuka
Masuka è un cratere sulla superficie di Mercurio. 
Il nome, adottato dall'Unione Astronomica Internazionale il 13 agosto 2024, onora la cantante jazz sudafricana Dorothy Masuka.